# トマス・ロッサー
トマス・ラファイエット・ロッサー（英:Thomas Lafayette Rosser、1836年10月15日-1910年3月29日）は、南北戦争の時の南軍将軍であり、後に米西戦争の時にはアメリカ陸軍の士官を務め、鉄道建設の技師でもあった。J・E・B・スチュアート将軍のお気に入りであり、大胆な騎兵襲撃、効果的な戦闘部隊の操作および戦術的な素晴らしさで注目された。

## 初期の経歴
ロッサーはバージニア州キャンベル郡にある「カタルパヒル」と呼ばれる農園で、ジョンとマーサ・メルビナ・（ジョンソン）のロッサー夫妻の息子として生まれた。1849年、ロッサーの家族はルイジアナ州シュリーブポートの約40マイル (64 km) 西、テキサス州パノーラ郡にある640エーカー (2.6 km2) の農園に移った。父のジョンが事業上の配慮で暫くバージニアに留まったので、13歳のロッサーが母や弟妹達を乗せた荷馬車隊を率いて西に向かった。テキサス州選出のアメリカ合衆国下院議員レミュエル・D・エバンスが1856年にロッサーの陸軍士官学校入学を指名した。しかし、ロッサーはテキサス州がアメリカ合衆国から脱退することを支持しており、予定されていた卒業の2週間前、1861年4月22日に脱退した時にロッサーも退学したので、士官学校で必要とされた5年間の教育課程を完全に終えることができなかった。その後ロッサーはアラバマ州モンゴメリーに向かい南軍に入隊した。士官学校でのルームメイト、ジョージ・アームストロング・カスターは親友であり、それぞれが敵対する軍隊に入ったにも拘らず、南北戦争中もまた終わった後もその友情は続いた。

## 南北戦争
ロッサーは中尉に任官され、有名なニューオーリンズの「ワシントン砲兵隊」の教官になった。1861年7月の第一次マナサスの戦いではその砲兵隊の第2中隊を率いた。ロッサーは北軍ジョージ・マクレラン少将の観測気球の1つを打ち落としたことで注目され、その功績で大尉に昇進した。半島方面作戦の七日間の戦いでもその砲兵中隊を率い、ビーバーダム・クリークの戦いで重傷を負った。ロッサーは砲兵の中佐に昇進し、数日後には第5バージニア騎兵隊の大佐に昇進した。
J・E・B・スチュアートのカトレットステーション遠征では前衛隊を指揮し、第二次ブルランの戦いでは北軍指揮官ジョン・ポープ将軍の付き人と馬を捕獲して注目された。サウス山の戦いのクランプトンギャップにおける戦闘では、ジョン・ペラム砲兵隊の支援もあって、その騎兵隊がウィリアム・B・フランクリン准将の第6軍団の前進を遅延させた。アンティータムの戦いでは、その部隊がロバート・E・リー軍の左翼側面を遮蔽した。それに続くアルフレッド・プレソントンとの戦いではフィッツヒュー・リーの旅団を一時的に指揮した。
ロッサーは1863年3月17日のケリーズフォードの戦いで再び重傷を負った。この戦いでは「勇敢」ペラムが戦死した。ロッサーは6月のゲティスバーグ方面作戦までに復帰し、ハノーバーの戦いとゲティスバーグの戦いでの東騎兵戦場でその連隊を指揮した。ロッサーはターナー・アシュビーの指揮で名声を得ていた「ローレル旅団」の准将に昇進した。その年10月から11月にかけて行ったウェストバージニア襲撃では、11月にバージニア州チャンセラーズヴィル近くでポトマック軍第1および第5軍団の予備弾薬大半を積んだ北軍輜重隊を捕獲した。
1864年のオーバーランド方面作戦では、荒野の戦いで北軍騎兵と砲兵の大部隊を撤退させて再び功績を挙げた。トレビリアン・ステーションの戦いでは再度負傷した。このとき、その旅団は士官学校のクラスメイトで個人的親友だったジョージ・アームストロング・カスターの部隊兵を多く捕まえた。1864年のバレー方面作戦では、その旅団がフィリップ・シェリダンに対して勇敢に戦い、シーダークリークの戦いではフィッツヒュー・リーの師団を実質的に指揮した。ロッサーは南部の新聞で「バレーの救世主」と呼ばれるようになったが、トムズブルックの戦いでは滅多にないような敗北を喫し、北軍の証言で「ウッドストック競走」とも呼ばれるようになった。ロッサーは1864年11月に少将に昇進した。その後、ウェストバージニア州ニュークリークに襲撃を行って成功し、数百の捕虜と必要とされていた物資を捕獲した。1865年1月、300名の部隊を率いて山岳の深い雪と厳しい寒さの中を抜け、ウェストバージニア州ビバリーで2個歩兵連隊を急襲して捕獲し、580名を捕虜にした。
その春のピーターズバーグ包囲戦では騎兵師団を指揮し、ファイブフォークスの戦いに参戦した。この北軍の初期攻撃の前と最中に前線から2マイル (3 km) 北で、仲間の士官とシャッド（魚）の焼き物を食しており、「悪名」を挙げたのはこの時である。その小さな事件の仲間とはジョージ・ピケットとフィッツヒュー・リーだった。歴史家のシェルビー・フットは「ピケットは、その部隊の半分以上が撃たれるか捕獲された後でやっとその師団に戻った」と述べている。北軍が南軍の前線を破りファイブフォークスの戦いを制したときにピケットが居なかったことを、リーは決して許さなかった。
ロッサーはアポマトックス方面作戦の間も、アームビル近くで北軍の将軍を捕まえ輜重隊を救出したことで目立った。1865年4月9日、アポマトックス・コートハウスの戦いで早朝の大胆な突撃を率い、リーがその北バージニア軍の大半で降伏したときも部隊兵を連れて逃亡した。陸軍長官の命令によって、ロッサーはリー軍の散らばった残兵を再編成してノースカロライナ州にいるジョセフ・ジョンストン将軍の軍隊と合流しようとしたが既に虚しかった。ロッサーは5月4日にバージニア州スタントンで降伏し、その後間もなく仮釈放された。

## ジョージ・アームストロング・カスター
ロッサーは戦争の間、親友のジョージ・カスターと数回まみえることがあった。
カスターは、J・E・B・スチュアート少将配下のロッサーに待ち伏せされたとき、ジャドソン・キルパトリック少将の下で仕えていた。1863年10月19日のバックランドミルズの戦いにおける北軍の敗北は、壊走した北軍騎兵を南軍騎兵が追いかけたので「バックランド競走」と呼ばれるようになった。
1864年10月、バレー方面作戦の中で、カスターは配下の師団を指揮していてトムズブルックの戦いでロッサーの騎兵隊と遭遇した。この時はロッサーの部隊が壊走し、カスター何の戦術的理由もなく追跡して破った。カスターはこの戦闘を「ウッドストック競走」と名付けた。
カスターはトムズブルックでロッサーの個人用衣類馬車を捕獲し、面白がってロッサーの制服を着てみた。その直後に手紙を受け取った。
"やあ、ファニー、

貴方は今日私を何歩か後退させたが、明日は貴方と互角に戦うよ。私の誠意を受け、トレビリアン・ステーションで手に入れた貴方の1組のくじをささやかな贈り物として受け取ってくれ。
Tex"
カスターは返事を書いた。
"やあ、友よ

こんなに多くの新しい物を手配してくれて有り難いが、次に制服を作るときは仕立て屋に尻尾を幾らか短くするよう注文してはどうだろう。
敬具
G.A.C."

## 戦後の行動
ロッサーはナショナル・イクスプレスの最高責任者となり、戦友の元南軍将軍ジョセフ・ジョンストンのために働いた。ピッツバーグ・アンド・コネルスビル鉄道建設時は土木技師補となるためにその責任者を辞めた。ノーザン・パシフィック鉄道の東部では主任技師になった。その後カナディアン・パシフィック鉄道の主任技師にもなった。1886年、バージニア州シャーロッツビル近くのプランテーションを購入し、農場経営者になった。1898年6月10日、ウィリアム・マッキンリー大統領が米西戦争の時のアメリカ陸軍志願兵の准将にロッサーを指名した。最初の任務はジョージア州北部にある南北戦争の古戦場チカマウガ近くのキャンプで若い騎兵の新兵を訓練することだった。ロッサーは1898年10月31日に名誉の除隊をして家に戻った。ロッサーはシャーロッツビルで死に、リバービュー墓地に埋葬されている。